# José Carlos Fernández (Boliviaans voetballer)
José Carlos Fernández (Santa Cruz de la Sierra, 24 januari 1971) is een voormalig Boliviaans voetballer, die speelde als doelman. Hij beëindigde zijn actieve loopbaan in 2010 bij de Boliviaanse club Oriente Petrolero.

## Clubcarrière
Fernández, bijgenaamd El Gato, begon zijn professionele loopbaan bij Oriente Petrolero en kwam daarnaast uit voor de Boliviaanse topclubs Club Blooming en Club Bolívar. Daarnaast speelde hij clubvoetbal in Spanje (Córdoba CF), Mexico (Jaguares de Chiapas en CD Veracruz), de Verenigde Staten (New England Revolution) en Colombia (Independiente Santa Fe en Deportivo Cali).

## Interlandcarrière
Fernández speelde in totaal 26 interlands voor Bolivia in de periode 1997-2008. Onder leiding van de Spaanse bondscoach Antonio López maakte hij zijn debuut op 2 februari 1997 in de vriendschappelijke thuiswedstrijd tegen Slowakije in Cochabamba, die door de bezoekers met 1-0 werd gewonnen werd door een treffer van Jozef Kožlej. Fernández nam met zijn vaderland tweemaal deel aan de strijd om de Copa América: 1999 en 2004.

## Erelijst
Club Blooming
- Liga de Fútbol

1998, 1999
 Club Bolívar
- Liga de Fútbol

2002, 2009-A
 Deportivo Cali
- Categoría Primera A

2005
 Oriente Petrolero
- Liga de Fútbol

2010-C